# اتبسکا ۳۳۰۷
سیارک ۳۳۰۷ (به انگلیسی: 3307 Athabasca، نامگذاری:1981DE1) سه هزار و سیصد و هفتمین سیارک کشف شده‌است که در ۲۸ فوریه ۱۹۸۱ کشف شد.
قدر مطلق سیارک برابر ۱۳٫۹۰ است.